# Charroux, Allier
Charroux là một xã trong tỉnh Allier, thuộc vùng hành chính Auvergne-Rhône-Alpes của nước Pháp, có dân số là 330 người (thời điểm 1999). Charroux là làng duy nhất của tỉnh thuộc vào trong số những làng đẹp nhất Pháp (Plus beaux villages de France).

## Nhân khẩu học
| 1962 | 1968 | 1975 | 1982 | 1990 | 1999 |
| ---- | ---- | ---- | ---- | ---- | ---- |
| 427  | 427  | 387  | 352  | 324  | 330  |